# Aaron Jay Kernis
Aaron Jay Kernis (nacido el 15 de enero de 1960) es un compositor estadounidense ganador en 1998 del Premio Pulitzer de Música y miembro de la facultad de música de la Universidad de Yale. Kernis ha sido asesor musical de la Orquesta de Minnesota, director del Instituto de Compositores de la Orquesta de Minnesota y director del taller del Laboratorio de Compositores de la Orquesta Sinfónica de Nashville. Ha recibido numerosos premios y distinciones a lo largo de su carrera. 

## Biografía
Aaron Jay Kernis nació en Filadelfia y creció en el vecino municipio de Bensalem (Pensilvania). Inició su carrera musical tocando el violín y el piano. Su carrera como compositor comenzó a los trece años y recibió tres premios BMI Foundation Student Composers durante su etapa como estudiante. Estudió composición con John Adams en el Conservatorio de San Francisco, con Charles Wuorinen en la Escuela de Música de Manhattan y con Morton Subotnick, Bernard Rands y Jacob Druckman en la Universidad de Yale. Su amplia gama de profesores y el tiempo que pasó en las costas este y oeste ayudan a definir su estilo musical ecléctico que combina el minimalismo con el posromanticismo. 

## Obras

### Obras orquestales
Aaron Kernis alcanzó el éxito como compositor con tan sólo  23 cuando su obra Dream of the Morning Sky fue estrenada en 1983 por la Orquesta Filarmónica de Nueva York bajo la dirección de Zubin Mehta. Kernis obtuvo elogios unánimes por un incidente que tuvo lugar durante un ensayo abierto a la audiencia en el que el director, Zubin Mehta detuvo la orquesta para quejarse en voz alta de la vaguedad de la partitura. En lugar de dejarse intimidar por el tenaz director, Kernis simplemente respondió: "Sólo lea lo que hay allí". El público aplaudió al joven por defender su trabajo y, en cuestión de semanas, la historia recibió atención nacional. 

### Otros trabajos
Aunque Kernis es fundamentalmente conocido por sus obras orquestales, también ha escrito más de 30 obras para conjunto de cámara, 22 obras para coro y 14 composiciones para piano solista. Entre sus mejores obras no orquestales destacan Air y Musica Instrumentalis. 

## Estilo musical
Se ha descrito que el estilo de Kernis tiene una intensidad neorromántica con una imaginación exubertante. La temática de su obra tiende a mantener al público interesado mientras su paleta sonora les ofrece un enfoque innovador de la orquestación. Se le ha comparado a menudo con Leonard Bernstein, Gustav Mahler e Igor Stravinsky debido a su impulso rítmico y exploración tímbrica. Sus influencias eclécticas van desde Claude Debussy hasta la música hip-hop moderna. Kernis afirma que sus obras han sido influenciadas por la música, el minimalismo y el impresionismo del siglo XIX. Ha dicho en numerosas ocasiones que se siente más cómodo escribiendo música hermosa que obras atonales. 
100 Greatest Dance Hits presenta una amplia gama de estilos musicales, desde rock hasta salsa.  El violonchelista de la Orquesta Filarmónica de Nueva York, Carter Brey, dice que Kernis "no tiene miedo de correr riesgos y que hay mucha pasión en sus escritos". El crítico musical Benjamin Ivry considera que el éxito de Kernis se debe a un estilo variado, ambicioso y agradable de escuchar. Lo califica como un compositor imaginativo capaz de lograr cualquier emoción. 
Kernis suele comenzar sus obras con una imagen visual o una idea concreta. Lament and Prayer for Orchestra (1996) fue escrita para conmemorar el cincuentenario del Holocausto  y Second Symphony (1991) fue escrita en respuesta a la Guerra del Golfo. Su Concierto para violín y guitarra (1997) tiene una ambientación similar al jazz con un lirismo influenciado por Mahler.  Su Musica Instrumentalis, ganadora del Premio Pulitzer de Música, se basa en el último movimiento del Cuarteto de cuerda n.º 9 de Beethoven, lo que explica la forma de sonata y la escritura fugaz de la obra.  Kernis a menudo encuentra una manera de combinar su creatividad característica con la imagen o idea visual para crear una pieza con la que el público pueda conectarse emocionalmente. Su objetivo para cada una de sus composiciones es escribir música que conmueva emocionalmente al oyente manteniendo la innovación y su identidad individual.

## Reconocimientos
Aaron Jay Kernis ha sido honrado por la Asociación Estadounidense de Compositores, Autores y Editores, BMI, el Fondo Nacional para las Artes, la Fundación Guggenheim y la Fundación de las Artes de Nueva York. En 1984 ganó el Premio de Roma que le permitió estudiar en Europa. Kernis recibió un contrato de grabación exclusivo de cinco años con Argo Records en 1996.  En 1998, ganó el Premio Pulitzer de Música, por su Cuarteto de Cuerda No. 2 (musica instrumentalis) .  En 2002, ganó el prestigioso Premio Grawemeyer de composición musical de la Universidad de Louisville por Colored Field .  Disney también le encargó a Kernis su sinfonía coral Garden of Light para la celebración del milenio. También recibió el Premio Nemmers de Composición Musical 2012, lo que le permitió pasar de 2013 a 2015 como residente en la Universidad del Noroeste,  y en 2014, fue nombrado compositor residente para el año 2014-2015 en la Mannes School of Music de Nueva York. 
Kernis ha recibido encargo de destacadas orquestas y solistas de todo el mundo. Sus obras han sido estrenadas por la Filarmónica de Nueva York, la Orquesta de Filadelfia, la Orquesta Sinfónica de Baltimore, la Orquesta Sinfónica de San Francisco, la soprano Renée Fleming o el violinista Joshua Bell, entre otros.  Pasó también dos años como compositor residente con Astral Artists en Filadelfia. Kernis escribió Color Wheel en 2001 para la inauguración del Kimmel Center de la Orquesta de Filadelfia . 
En 2013, Kernis fue incluido en el Salón de la Fama de la Música Clásica Estadounidense y recibió el Premio AI duPont Composers de la Sinfónica de Delaware. Miembro de la Academia Estadounidense de las Artes y las Letras, también recibió el Premio Stoeger de la Sociedad de Música de Cámara del Lincoln Center,  el Premio Joseph H. Bearns y un Premio de la Fundación para las Artes de Nueva York. 
En 2019, un Concierto para violín, compuesto por Kernis, ganó los premios Grammy a la mejor composición clásica contemporánea y al mejor sólo instrumental clásico. 